# Катлехонг
Катлехонг — велике містечко в провінції Гаутенг у Південній Африці. Розташоване за 28 км на південний схід від Йоганнесбурга та на південь від Джермістона між двома іншими містечками — Токоза та Вослоорус — поруч із шосе N3. Входить до складу муніципалітету міста Екурхулені.

## Історія
На початку 1990-х років, перед виборами 1994 року, Катлехонг був одним із містечок, де спостерігалася політична напруга між членами Африканського національного конгресу (АНК) і Партією свободи Інката (IFP).
Катлехонг був заснований на місці, де був аеропорт Палмієтфонтейн. Останній тимчасово обслуговував Йоганнесбург, поки будувався новий аеропорт — Ян Смутс. Він пізніше був перейменований на OR Tambo International Airport.

## Культура і спосіб життя
Катлехонг є домом для багатьох музикантів, акторів і подієвих брендів. У тому числі таких, як Kwesta та Reason.
Так само, як і більшість містечок у Східному Ренді, футбол є найпопулярнішим видом спорту в містечку, тому тут також народилися деякі професійні футболісти країни, як-от Еммануель Нгобесе.

## Відомі люди
Катлехонг є батьківщиною та місцем народження деяких відомих особистостей і спортсменів Південної Африки, зокрема:
- Сібусісо Хумало — професійний футболіст
- Kwesta — репер
- Нкосінаті Нгема — футболіст
- Еммануель Нгобезе — професійний футболіст
- Reason — репер
- Нтаті Мошеш — актриса
- Ліндокухле Собеква — фотограф-документаліст